# Macropsobrycon xinguensis
Macropsobrycon xinguensis är en fiskart som beskrevs av Géry, 1973. Macropsobrycon xinguensis ingår i släktet Macropsobrycon och familjen Characidae. Inga underarter finns listade i Catalogue of Life.